# 산비센테 데 타과타과
산비센테 데 타과타과(스페인어: San Vicente de Tagua Tagua)는 칠레 리베르타도르헤네랄베르나르도오이긴스 주 카차포알 현의 코무나이다. 흔히 줄여서 산비센테(스페인어: San Vicente)라고 부른다.